# Noordzee 100.7 FM
Noordzee 100.7 FM war ein privater niederländischer Radiosender, der von 1992 bis 2005 und erneut von 2007 bis 2008 sein Programm ausstrahlte. Er gehörte neben Radio 10 Gold ebenfalls zu Talpa Radio International.

## Geschichte
Vorläufer von Noordzee 100.7 FM war der Piratensender Radio Noordzee Internationaal, der sich auf einem Schiff in internationalen Gewässern vor der niederländischen Küste befand und von dort aus ab 1970 sendete. Das Schiff gehörte zwei Schweizern, das Programm wurde vom niederländischen Verlag Strengholt produziert. Am 31. August 1974 wurde die Ausstrahlung eingestellt.
Erst fast zwanzig Jahre später, im Jahre 1992, erhielt der Strengholt-Verlag die erste Lizenz für einen kommerziellen Sender, der dann Radio Noordzee Nationaal genannt wurde. 2002 wurde der Sender an die von John de Mol gegründete Talpa Media Holding verkauft. De Mol stellte den bekannten Moderator Erik de Zwart als Programmdirektor ein, um den Marktanteil zu vergrößern. Nach dem vielversprechenden Start ging es aber doch bergab, auch die Entlassung von Erik de Zwart änderte daran nichts mehr. So wurde Radio Nordzee im Mai 2005 an die flämische Unternehmensgruppe De Persgroep um den symbolischen Preis von einem Euro übergeben und bald darauf in Q-music umbenannt. Am 31. August 2005 ging Radio Nordzee das letzte Mal über den Äther, auf den Tag genau 30 Jahre nach Einstellung des ursprünglichen Radiosenders Radio Noordzee Internationaal. Als digitale Sendung war Radio Noordzee noch bis 2008 zu empfangen.
Das Programm erhielt seine Frequenz erst im Zuge einer groß angelegten Frequenzumstellung in den Niederlanden im Jahr 2003.
Vorher war auf den im Gleichwellenbetrieb sendenden Frequenzen 100,7 und 100,4 UKW Sky Radio in den Niederlanden zu hören.
Der Sender bot ein klassisches AC-Programm mit aktuellen Hits sowie Titeln aus den 1980er und 1990er Jahren. Das Format legte den Schwerpunkt auf leichte Musik und weniger auf Wortbeiträge.

## Empfang
Noordzee FM wurde in den ganzen Niederlanden über UKW und in vielen Kabelnetzen empfangen. Ebenso wurde der Sender auch im Internet via Livestream gesendet.